# 에드나 세인트 빈센트 밀레이

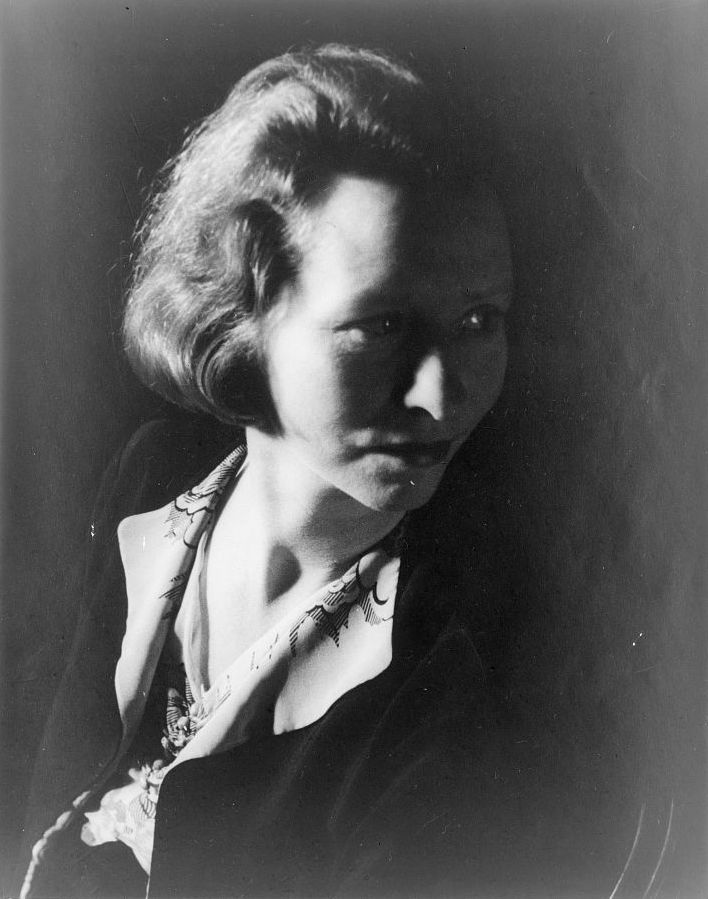

에드나 세인트 빈센트 밀레이(영어: Edna St. Vincent Millay, 1892년 2월 22일 ~ 1950년 10월 19일)는 미국의 시인이자 극작가였다. 산문 작업을 할 때에는 낸시 보이드라는 가명을 사용했다.
에드나 세인트 빈센트 밀레이는 1892년, 메인주의 바닷가 소도시에서 태어났다. 밀레이 자매는 어려서부터 어머니에게서 노래와 피아노를 배웠다. 그리고 어머니를 따라 시를 읽었다. 빈센트는 평생 동안 어머니와 많은 양의 편지를 교환했는데, 편지에서 종종 자신이 새로 쓴 시를 소개하며, 어머니의 반응을 살폈다.
빈센트는 일찍이 학교에서 글쓰기에 큰 재능을 보인다. 10대 초반에 아동잡지에 시를 투고하기 시작했을 정도다. 1906년 열네 살의 빈센트는 《세인트 니콜라스》에 시 <숲의 나무(Forest Trees)>를 게재한다. 이 시는 빈센트가 잡지에 게재한 최초의 작품이다. 미국 명문 여자 사립대학인 배서 칼리지(Vassar College)에서 학사 학위를 받고 1917년 첫 시집 《르네상스》가 출간된다. 빈센트의 후원자들은 시집 출간에 맞춰서 낭송회 일정을 잡아 주었다. 스무 곳이 넘는 도시를 방문하며 30회 이상의 낭송회를 열었다. 신문은 그녀를 미국의 포잇 걸(poet-girl)이라고 불렀다. 이후 《엉겅퀴에서 나온 무화과(A Few Figs from Thistles)》(1920), 《또 다른 사월(Second April)》(1921), 그리고 《하프 짜는 여자의 노래(The Ballad of the Harp-Weaver)》(1922)를 연이어 발표하면서 문학적으로뿐만 아니라 상업적으로도 큰 성공을 거둔다.
1927년 사코·반제티 사법살인 사건 이후 적극적으로 현실 참여적인 작품을 발표한다. 2차 세계대전 때에는 공산주의와 전체주의를 비판하는 프로파간다 작품을 발표하기도 했다. 그녀는 또한 미정부의 프로파간다 조직인 전시작가연대(Writer’s War Board)의 활동을 지원하기도 했다.
1936년 여름 자동차 사고가 있었다. 사고의 여파로 빈센트는 피아노를 치지도, 글을 쓰지도 못했다. 사고후유증 때문에 수술을 세 번이나 했지만, 상태는 호전되지 않았다. 1950년 집에서 사망한 채로 발견된다.
시집 《눈 속의 수사슴(The Buck in the Snow and Other Poems)》(1928), 《치명적 인터뷰(Fatal Interview)》(1931), 《이 포도의 와인(Wine from These Grapes)》(1934), 희곡 <아리아 다 카포(Aria Da Capo)>, <한밤중의 대화(Conversation at Midnight)> 등을 발표했다.

## 같이 보기
- 그리니치빌리지
- 배서 칼리지